# Выборы главы Удмуртской Республики (2017)
Досрочные выборы главы Удмуртской Республики состоялись в единый день голосования 10 сентября 2017 года, одновременно с выборами в Государственный совет Удмуртской Республики. Выборы должны были состояться в 2019 году, однако в апреле 2017 года главу региона Александра Соловьёва досрочно лишил полномочий президент России Владимир Путин.

## Предшествующие события
На выборах главы Удмуртской Республики в 2014 году победу с большим преимуществом одержал Александр Соловьёв. Впервые после 10-летнего перерыва высшее должностное лицо Удмуртии избиралось всенародным голосованием.
4 апреля 2017 года Следственный комитет России возбудил уголовное дело в отношении Соловьёва по части 6 статьи 290 УК РФ («Получение взятки должностным лицом, занимающим государственную должность Российской Федерации, в особо крупном размере»). В тот же день указом президента России он был отстранён от занимаемой должности с формулировкой «в связи с утратой доверия». Временно исполняющим обязанности главы региона Владимиром Путиным был назначен Александр Бречалов.

### Ключевые даты
- 6 июня 2017 года Государственный Совет Удмуртской Республики официально назначил выборы на 10 сентября 2017 года (единый день голосования)[4].
  - 8 июня опубликован расчёт числа подписей, необходимых для регистрации кандидата[5].
  - с 10 июня по 10 июля — период выдвижения кандидатов.[4]
  - агитационный период начинается со дня выдвижения кандидата и прекращается за одни сутки до дня голосования.
- с 16 по 26 июля — представление документов для регистрации кандидатов. К заявлениям должны прилагаться листы с подписями муниципальных депутатов.[4]
- 9 сентября — день тишины.
- 10 сентября — день голосования.

## Подготовка
6 июня 2017 года депутаты Госсовета Удмуртской Республики проголосовали за отмену досрочного голосования на выборах в Удмуртии.
615 участков расположено в школах, 308 участков расположено в ДК, 225 участков расположено на объектах Минздрава, 13 на объектах Минсоцполитики, 223 на других объектах.

## Выдвижение и регистрации кандидатов
Кандидаты на должность главы республики выдвигаются политическими партиями, имеющими в соответствии с федеральными законами право участвовать в выборах, либо их региональными отделениями.
Каждый кандидат на должность губернатора при регистрации должен представить список из трёх человек, первый из которых, в случае избрания кандидата, станет сенатором в Совете Федерации от правительства региона.

### Муниципальный фильтр
В Удмуртии кандидаты должны собрать подписи 7 % муниципальных депутатов и глав муниципальных образований. Среди них должны быть подписи депутатов районных и городских советов и (или) глав районов и городских округов в количестве 7 % от их общего числа. При этом подписи нужно получить не менее чем в трёх четвертях районов и городских округов. По расчёту избиркома, каждый кандидат должен собрать от 263 до 276 подписей депутатов всех уровней и глав муниципальных образований, из которых от 58 до 60 — депутатов райсоветов и советов городских округов и глав районов и городских округов не менее чем 23 районов и городских округов республики.

## Кандидаты
| Кандидат           | Должность (на момент выдвижения) | Партия выдвижения                | Статус                                                      | Кандидаты в Совет Федерации                          |
| ------------------ | --- | -------------------------------- | ----------------------------------------------------------- | ---------------------------------------------------- |
| Владимир Бодров    | помощник депутата Госдумы Александра Ющенко по работе в Удмуртии, депутат Государственного совета Удмуртской Республики                 | КПРФ                             | зарегистрирован                                             | Павел Чушъялов Владимир Чепкасов Алексей Трубачев    |
| Александр Бречалов | врио главы Удмуртской Республики | Единая Россия                    | зарегистрирован                                             | Любовь Глебова Иван Черезов Дмитрий Мусин            |
| Павел Бутченко     | председатель регионального отделения партии                                                                                             | ПВР                              | отказано в регистрации (не преодолел муниципальный фильтр)  |                                                      |
| Андрей Иванов      | руководитель и главный редактор МАУ «Агентство „Столица Ижевск“»                                                                        | КПСС                             | зарегистрирован                                             | Алексей Кропачев Роман Ведерников Александр Щербаков |
| Людмила Ниязова    | исполнительный директор ООО «Уральская Медицинская Компания»                                                                            | Партия налогоплательщиков России | отказано в регистрации (не преодолела муниципальный фильтр) |                                                      |
| Олег Овчинников    | менеджер по сбыту ООО «Гюнтнер-Иж» | ПАРНАС                           | отказано в регистрации (не преодолел муниципальный фильтр)  |                                                      |
| Фарид Юнусов       | председатель Совета регионального отделения партии, депутат Государственного совета Удмуртской Республики                               | Справедливая Россия              | зарегистрирован                                             | Ольга Черкасова Александр Мельников Сергей Королев   |
| Тимур Ягафаров     | главный инженер научно-производственной фирмы «Инженерно-строительные изыскания», депутат Государственного совета Удмуртской Республики | ЛДПР                             | зарегистрирован                                             | Наталья Оганезова Антон Гусев Григорий Комиссаров    |

## Социологические исследования
| Опрос                             | Явка | Бречалов | Бодров | Юнусов | Ягафаров | Иванов | Испорчу бюллетень | Не пойду на выборы | Затруднились ответить |
| --------------------------------- | ---- | -------- | ------ | ------ | -------- | ------ | ----------------- | ------------------ | --------------------- |
| ВЦИОМ, 10-20 августа 2017         | -    | 57 %     | 2 %    | 1 %    | 1 %      | 0 %    | 1 %               | 9 %                | 29 %                  |
| ВЦИОМ прогноз, 10-20 августа 2017 | -    | 71,8 %   | 10,2 % | 8,8 %  | 6,2 %    | 0,9 %  | 2,1 %             | -                  | -                     |

## Итоги выборов

Карта явки на выборы.

| Место                       | Место                       | Кандидат                    | Партия                      | Голосов   | %       |
| --------------------------- | --------------------------- | --------------------------- | --------------------------- | --------- | ------- |
|                             | 1.                          | Александр Бречалов          | Единая Россия               | 322 305   | 78,16 % |
|                             | 2.                          | Владимир Бодров             | КПРФ                        | 36 011    | 8,73 %  |
|                             | 3.                          | Фарид Юнусов                | Справедливая Россия         | 19 861    | 4,82 %  |
|                             | 4.                          | Тимур Ягафаров              | ЛДПР                        | 13 065    | 3,17 %  |
|                             | 5.                          | Андрей Иванов               | КПСС                        | 10 296    | 2,50 %  |
| Недействительных бюллетеней | Недействительных бюллетеней | Недействительных бюллетеней | Недействительных бюллетеней | 10 836    | 2,63 %  |
| Всего                       | Всего                       | Всего                       | Всего                       | 412 374   | 100 %   |
|                             |                             |                             |                             |           |         |
| Действительных бюллетеней   | Действительных бюллетеней   | Действительных бюллетеней   | Действительных бюллетеней   | 401 538   | 97,37 % |
| Явка                        | Явка                        | Явка                        | Явка                        | 412 374   | 34,55 % |
| Общее число избирателей     | Общее число избирателей     | Общее число избирателей     | Общее число избирателей     | 1 193 685 |         |